# جائزة لاس فيغاس الكبرى
جائزة لاس فيغاس الكبرى هو سباق فورمولا 1 مخطط له أن يقام في عام 2023، سيقام السباق في لاس فيغاس بالتحديد في لاس فيغاس ستريب.